# Etnička povijest Bosne i Hercegovine (knjiga)
Etnička povijest Bosne i Hercegovine je djelo Dominika Mandića, pravo vrelo brižno složenih citata i osvrta kojima je autor pokušao "dokazati" etnički hrvatski korijen Bosne i Hercegovine.
Knjiga hercegovačkoga franjevačkog povjesničara-erudita, marljivoga arhivskoga znalca i političkog emigranta, svojevrstan je kuriozum. Sam je pohvalni spomen toga djela u doba komunističke Jugoslavije bio dovoljan za političku i javnu diskreditaciju. Stoga, knjiga takve reputacije zaslužuje i temeljitu raščlanu.
Prije svega valja reći da se ne radi o "klasičnom" povjesničarskom uratku, nego više o "apologetskoj", propagandističkoj knjizi kojoj je cilj bio dokazati i pokazati povijesno hrvatstvo Bosne i Hercegovine, što je tema od koje je hrvatska historiografija u obje Jugoslavije bježala kao od kuge. Sam je autor dugogodišnjim istraživanjima povijesnih vrela sakupio mnoštvo podataka, interpretirao je velik broj prijepora i složio na jedno mjesto impresivan skup činjenica koje potkrjepljuju povijesno i etničko hrvatstvo (ili, objektivnije rečeno, hrvatski udio) BiH.

## Sadržaj i odlike
Knjiga je sastavljena od četiri dijela:
1. Etničko stanje BiH u srednjem vijeku
2. Islamizacija Bosne i Hercegovine
3. Hrvati katolici i muslimani za turskoga i austro-ugarskoga zaposjednuća
4. Postanak i doseljenje Srba u Bosnu i Hercegovinu.

Glavne vrednote Etničke povijesti su sljedeće:
- obilje izvornih citata iz stranih historiografskih djela (povijesni osvrti u kojima se spominje Bosna i Hercegovina na grčkom, latinskom, talijanskom, njemačkom, francuskom, engleskom, ruskom)
- minuciozna analiza nekoliko glavnih spomena etničkih imena u Bosni, koja su bila uzrocima povjesničarskih sporova
- prikaz turskih popisa kao neprocjenjivo vrijednih vrela za etničko-konfesionalni sastav Bosne
- svjedočanstva o prelasku na islam domorodnoga stanovništva, uglavnom iz pera stranih putopisaca
- prijepisi iz franjevačkih ljetopisa
- podatci o seobama muslimanskoga pučanstva u Bosnu iz oslobođenih krajeva Hrvatske u 17. i 18. stoljeću
- kratke biografije znamenitih Hrvata Bosne i Hercegovine (katolika i muslimana) u doba turske i austro-ugarske vladavine, kao i Kraljevine Jugoslavije
- detaljna raščlamba problema doseobe Vlaha u Bosnu i njihove postupne srbizacije.

Ukratko: Vrijednost je Mandićeve knjige poglavito kao riznice mnoštva autentičnih, obično manje dostupnih povijesnih zapisa, te u detaljističkom, "arhivarskom" tumačenju velikoga broja uskostručnih točaka prijepora.

## Zastarjelost djela
Esencijalno, radi se o zbirci političkopovijesnih citata i ulomaka koji se nalaze u povjesničarskim djelima starijega ili polemičkoga pristupa, a više nisu predmetom sustavnih istraživanja u sintetskim radovima moderne akademske historiografije. To je faktografski materijal "lakše naravi". Sama tendencija nije na uštrb autentičnosti izvadaka, no Mandićev je pristup uglavnom zastario, i to ne zbog neistinitosti tvrdnji, nego zato što suvremena znanstvena povijesnica pokušava integrirati u multidisciplinarnome zahvatu arheologiju, gospodarstvo, povijest jezika i umjetnosti, kulturalna i etnopsihološka istraživanja.  U drugome vidu, kao suvremeno historiografsko djelo (pa i publicističkoga oblika), Etnička povijest je zastarjela, pogotovo u svjetlu događaja u drugoj polovici 20. stoljeća. Nekoliko glavnih zamjerki, na kojima "padaju" Mandićeve središnje teze, lako se mogu primijetiti i pri površnome čitanju.
Mandić je u svome radi dao dragocjene priloge obrađivanoj problematici, no, izdvojenost od glavnih strujanja u profesionalnoj historiografiji, kao i osobne naklonosti spram stanovitih povijesnih i političkih teza, koje je vrijeme pregazilo (privrženost "bogumilskoj" hipotezi Račkoga, političko starčevićanstvo, koje je u Bošnjacima gledalo samo dio hrvatskoga naroda), te pojava novijih spoznaja na polju paleografije, jezične povijesti, arheologije i povijesti umjetnosti i urbanizma, sve je to učinilo da Mandićevo djelo ostaje trajno vrijednim izvorom za mnoštvo detalja koje je ovaj marni učenjak skupio tijekom desetljeća, ali ne i sintetičkim ostvarajem. Ukratko, većina je Mandićevih povjesničarskih fragmenata aktualna, no ne i dobar dio njegovih zaključaka.

### Hrvatstvo Bošnjaka
Autorove starčevićanske teze o nacionalnome hrvatstvu muslimana i katolika u Bosni i Hercegovini stvarnost je sama opovrgla, sve činjenice o etničkom hrvatskom "korijenu" većine bosanskih Muslimana, potkrijepljivane i zajedničkim dijalekatskim osobinama Hrvata i Muslimana te svjedočanstvima o islamizaciji pretežito katolika, kao i svjesno nacionalno hrvatstvo većine bosanske muslimanske inteligencije koncem 19. i u prvoj polovici 20. stoljeća, ne znače puno za modernu nacionalnu identifikaciju bosanskih Muslimana, koji su se kristalizirali kao zasebna nacija. 
Budući da je velik dio Mandićeve knjige posvećen primjerima hrvatstva (bilo rodoslovnoga, bilo svjesnoga) većega broja muslimana u BiH, a mnogi ne smatraju da je taj vid političke i etničke povijesti previše relevantan (što ne znači da nije istinit), više desetaka (pa i stotinu) stranica s primjerima raznih vezira, paša i begova koji se izrijekom nazivaju Hrvatima, kao ni obilje primjera hrvatske usmjerbe muslimanske inteligencije na početku 20. stoljeća, nije prenijeta na internetu. Stav glasi da je besmisleno oživljavati ugaslu starčevićansku ideologiju.

### Bogumilska hereza
Također, franjevački je povjesničar pristaša hipoteze o "bogumilskoj herezi", koju je suvremena povijesna znanost srušila; isto, njegova tvrdnja o navodnom sjevernoafričkom (maurskom) podrijetlu Vlaha nije potvrđena (doduše, mora se napomenuti da moderna biogenetička istraživanja ne isključuju tu mogućnost koja je često odbacivana kao fantastična konstrukcija). Na koncu, Mandićevo djelo, iako izuzetno vrijedno kao pravi izvor obilja autentičnih svjedočanstava, po svomu obliku pripada starijem razdoblju historiografije. Etnogeneza, kao i postanak modernih nacija, ne mogu biti razjašnjeni pojmovnim instrumentarijem koji je Mandić držao dostatnim, politologija, sociologija, socijalna psihologija, te etnopsihologija nužne su discipline bez kojih se ne mogu dobiti odgovori na pitanja koje je autor tražio u ovome djelu.

### Najstariji izvori
Budući da povjesnice poput Mandićeve imaju tu vrlinu da su često zanimljivije i čitljivije od modernijih akademskih djela, na internetu su prijenete neke od intrigantnijih dijelova. Ignorirano je Mandićevo opetovano pozivanje na najstarije izvore (O upravljanju carstvom Konstantina Porfirogeneta, Einhardove Anale, većina Ljetopisa popa Dukljanina, kao i "kultni" predložak ili kasniji dopis Metodos ili Liber Metodios iz 753., o kojem postoje suprotstavljena mišljenja, no većina ga hrvatskih povjesničara odbacuje.) Mandićev je stav nepokolebljive vjere u točnost navedenih starijih vrela, no, interpretiranih na subjektivni način (realno-drugačije nije ni moglo biti jer stari povijesni izvori su međusobno protuslovni). Stav je većine modernih povjesničara da su ta vrela veoma dvojbena i da se neki dalekosežni pozdani zaključci iz njih jednostavno ne mogu izvući. Profesionalni povjesničari uglavnom proizvoljno postupaju s tim vrelima, neke dijelove prihvaćajući, neke odbacujući, i jedno, i drugo, s prilično klimavom argumentacijom.

## Poveznice
- Crvena Hrvatska: Paganija, Zahumlje, Travunja
- Starohrvatske crkve u srednjovjekovnom Zahumlju ‎ ‎ 
  - Crkva sv. Mihajla kod Stona, Crkva u Paniku
- Supetarski kartular, Historia Salonitana ‎
- Srednjovjekovna bosanska država
  - Vrhbosna, Usora i Soli, Donji krajevi